# 迪默尔施塔特
迪默尔施塔特是德国黑森州的一个市镇。总面积82.58平方公里，总人口5317人，其中男性2673人，女性2644人（2011年12月31日），人口密度64人/平方公里。